# Valença Hóquei Clube
O Valença Hóquei Clube é um clube desportivo fundado oficialmente em 21 de Maio de 1987 em Valença, Portugal. Fundado em 1987 como Escola de Patinagem "Novo Mundo", o Valença Hóquei Clube adoptou em 1996 a designação atual.
A principal modalidade praticada no clube é o hóquei em patins.
Na época 2015/2016, o Valença HC venceu o campeonato nacional da II divisão zona norte, passando a disputar a prova maior da modalidade, o campeonato nacional da I divisão.

## Plantel 2016/2017
| Paulo Matos                 | Guarda-Redes | Portugal  | Valença HC     |
| Rodolfo Sobral              | Guarda-Redes | Portugal  | HC Braga       |
| Hélder Martins              | Defesa/Médio | .         | Valença HC     |
| Miguel "Micha Fernandes (C) | Defesa/Médio | Portugal  | Valença HC     |
| "Ziga" Campos               | Defesa/Médio | Portugal  | Valença HC     |
| Guido Pellizzari            | Defesa/Médio | Argentina | RHC Basel      |
| "Zé" Braga                  | Defesa/Médio | Portugal  | Valença HC     |
| Gil Vicente                 | Defesa/médio | Portugal  | AD Sanjoanense |
| Tiago Ferraz                | Avançado     | Portugal  | AD Sanjoanense |
| Tiago Pereira "Bolinhas"    | Avançado     | Portugal  | HC Fão         |
| Luís "Zorro" Viana          | Avançado     | Portugal  | Sporting CP    |
| Treinador: Paulo Morais     |              |           |                |

## Palmarés
- Época 2008/2009 - Finalista Campeonato Regional do Minho em Infantis
- Época 2015/2016 - Vencedor do Campeonato Nacional da II Divisão, zona Norte